# Athene cretensis
El mochuelo cretense (Athene cretensis) es una especie extinta de mochuelo del género Athene del Pleistoceno de la isla griega de Creta, en el Mediterráneo. Fue originalmente nombrado por Weesie en 1982. En vida, pudo haber medido al menos 60 centímetros de alto, y era no volador o de vuelo escaso. El mochuelo cretense se extinguió poco después de que los seres humanos comenzaran a habitar Creta.